# Wysokohirne (obwód zaporoski)
Wysokohirne (ukr. Високогірне) – osiedle na Ukrainie, w obwodzie zaporoskim, w rejonie zaporoskim, w hromadzie Dołynśke. 296 mieszkańców.